# 驀然回首 (漫畫)
《驀然回首》（ Rukku Bakku）是日本漫畫家藤本樹於2021年7月19日在集英社的漫畫平台網站少年Jump+上發表的單篇作品。內容描寫著在小學時期裡常在校內報紙上創作漫畫的藤野，就讀中學後開始與欣賞她才能的友人京本一同畫漫畫，但在長大成人時面臨到與京本生離死別的種種經歷。
此篇漫畫發表後在網路上獲得許多迴響，並成為少年Jump+網站上首部能在一天裡達到200多萬閱覽次數的作品，電影版於2024年6月28日上映。本片在第97屆奧斯卡金像獎最佳動畫片獎入圍初選名單，但未進入決選。

## 劇情
藤野步是一位平時會在校內報紙上發表四格漫畫的小學四年級生，有趣的內容常讓她獲得同學的讚美。有一天，學校導師想讓一名不來學校、躲在家裡畫畫的學生京本表現的機會，讓她的作品與藤野的漫畫一起刊登。京本的作品雖然只是沒有劇情的背景插畫，但她超出一般小學生畫技的水準，把藤野的漫畫給比了下去。不甘心被對方比下去的藤野，開始卯起來練習畫技，並持續在校內報紙投稿。升上了六年級時，藤野看了某期校內報紙上自己與京本的作品後；認為自己的畫技進步有限，仍然達不上對方的水準。藤野便索性認輸，不再繼續畫漫畫。
小學畢業當天，導師請藤野將畢業證書拿給一直不來學校的京本。來到京本家後，藤野發現京本一直躲在房間裡不出來，便臨時畫了一個嘲諷京本整天待在家裡的漫畫。之後那張漫畫在偶然的情況下，飄進京本的房間裡。在裡頭的京本看到漫畫後，认出外頭的人是藤野便立刻衝了出來。京本看見藤野後向對方表示，自己從以前就非常喜歡藤野的漫畫，希望她能夠繼續創作下去。得到京本出自真心讚美的藤野，回到家後再次提筆創作漫畫。
上了中學後，藤野開始與京本合作，向漫畫出版社投稿作品，獲得到了正面回應與參賽獎金。到了高中畢業時，藤野與京本收到出版社希望她們能連載漫畫的邀請。但京本之後向藤野表示，她想就讀美術大學繼續練習技法，沒辦法再和藤野合作。藤野的內心雖然遺憾，但最後尊重京本的想法讓她去讀大學，獨自一人當起職業漫畫家連載作品。
過了一段時間，藤野在電視上看到有某位瘋狂人士闖入了京本在山形縣就讀的大學，把京本給殺死的社會新聞。來到京本家裡弔喪的藤野，非常自責如果以前不要畫開她玩笑的漫畫，或許現在京本仍活著。
這時劇情的鏡頭畫面一轉，切換到一個京本在小時未與藤野見過面的平行世界。平行世界裡的京本在就讀大學時同樣遇到對她產生殺意的瘋狂人士，當即將被殺死的瞬間，剛好被在跟蹤那名可疑瘋狂人士的藤野所救。在京本感謝藤野的救命恩情時，藤野表示自己將要再次創作漫畫，若京本有興趣可以當她的助手。回到老家後心情興奮的京本，便創作一篇以藤野為主題的四格漫畫。
之後，平行世界京本創作的四格漫畫，在偶然的情況下飄到原來世界的藤野身旁。藤野在看了平行世界京本為她畫的漫畫，以及京本房間裡珍惜收藏著她過去至今的創作後，離開了京本家回到自己的工作居所，繼續努力創作漫畫。

## 發行
此作品在2021年7月19日於少年Jump+網站上公開，當日早上10點後擠進了日本當地推特的熱門趨勢第1名，並在公開後24小時累積到250萬次閱覽數，也是少年Jump+首部能在一天裡創下如此成績的作品。到了7月30日，閱覽數達到500萬次以上。之後在8月20日起，開始限制部份頁數不能免費閱覽。
單行本的消息是在作品公開後的隔天7月20日裡，由小學館旗下集英社宣布將在9月3日發行，小學館的海外品牌碧日也在當天推出英語版《Look Back》的線上觀看服務。
單行本發行首週在Oricon公信榜漫畫週榜上，以73912本的銷售量取得第4名，在發行次週則以80186本的成績擠進第3名。
| 卷數 | 集英社       | 集英社                 | 文化傳信       | 文化傳信               | 東立出版社    | 東立出版社                           | 新星出版社 | 新星出版社             |
| 卷數 | 發售日期     | ISBN                   | 發售日期       | ISBN                   | 發售日期      | ISBN                                 | 發售日期   | ISBN                   |
| ---- | ------------ | ---------------------- | -------------- | ---------------------- | ------------- | ------------------------------------ | ---------- | ---------------------- |
| 1    | 2021年9月3日 | ISBN 978-4-08-882782-7 | 2021年12月22日 | ISBN 978-988-8721-61-0 | 2022年3月25日 | ISBN 978-957-26-8766-6驀然回首（首刷限定版） | 2022年8月  | ISBN 978-7-5133-4836-2 |
| 1    | 2021年9月3日 | ISBN 978-4-08-882782-7 | 2021年12月22日 | ISBN 978-988-8721-61-0 | 2022年4月22日 | ISBN 978-957-26-8695-9               | 2022年8月  | ISBN 978-7-5133-4836-2 |

## 反應

### 評價

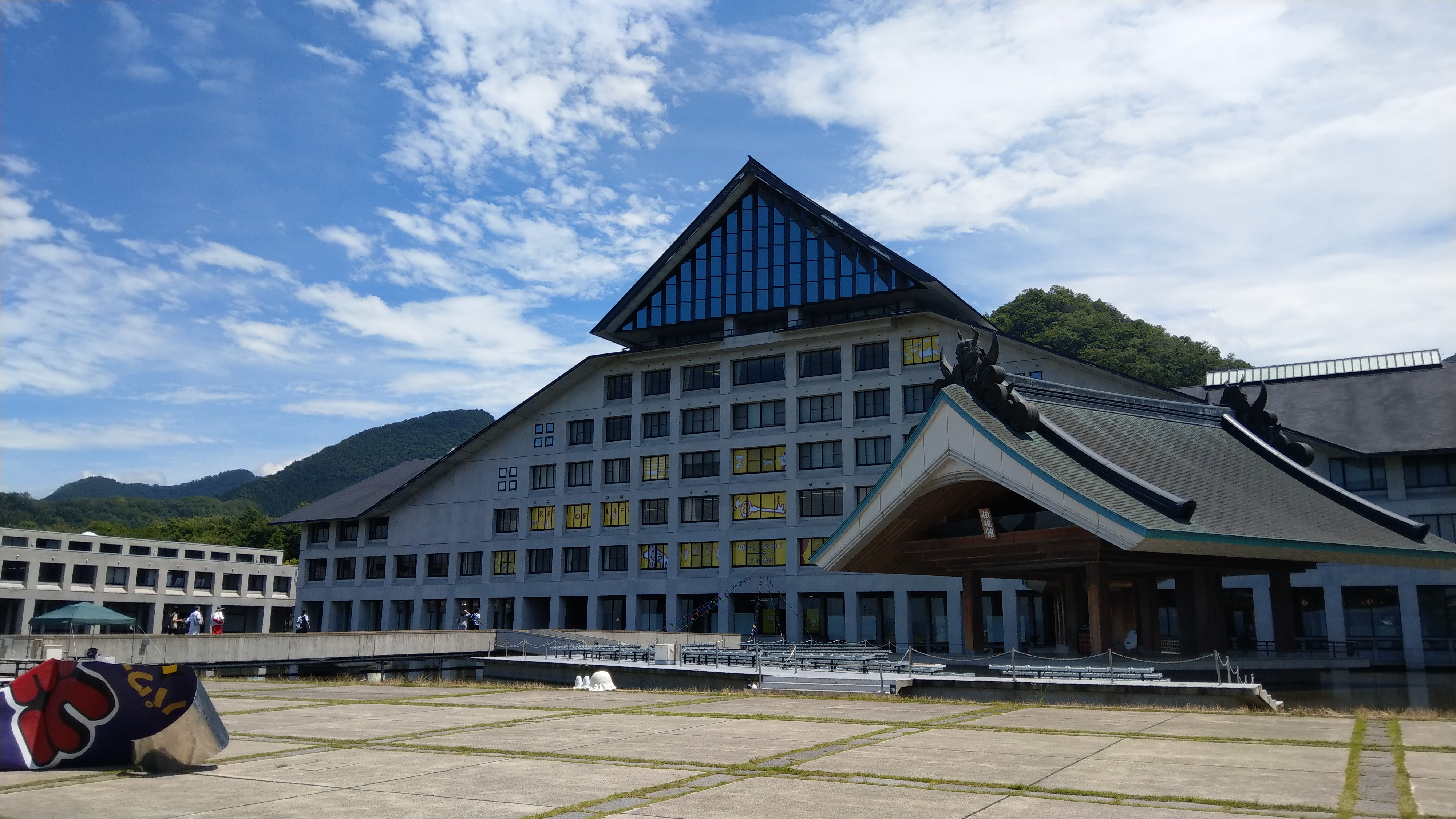
位於山形縣的藤本樹母校東北藝術工科大學有採用在作品裡的場景中，該學院之後也有在校方推特裡發表聲援此篇漫畫的推文

《Look Back》發表後獲得許多漫畫同業界人士的迴響，如石黑正數表示這是一篇讀後能令人感到心碎的作品。淺野一二O認為無法用詞彙來描述心情，只能說看到了一篇非常不得了的漫畫。其他像手塚製作的手塚留美子、電影導演上田慎一郎、藝術家奈良美智等人都有對此篇漫畫表達肯定的發言。
另外劇情裡有許多被媒體和讀者視為是對一些社會事件、大眾娛樂、影視作品等致意的敘事手法和彩蛋。例如《Look Back》的發表日7月19日，和劇情裡京本在大學被瘋狂人士殺死的日子1月10日，有被視為是對2019年7月18日的京都動畫縱火案與2007年1月15日京都精華大學殺人案等命案的暗示。畫面手法上，日本淘兒唱片的影視評論網站Mikiki在專欄提及劇情裡藤野受到京本的鼓舞後在雨中振奮行走的模樣，令人聯想到電影《萬花嬉春》與《刺激1995》，另外提到藤野想著自己過去的偶然舉動影響了京本的人生、藤野與平行世界的京本互動等場景，也聯想到《蝴蝶效應》、《樂來越愛你》、《星際效應》等影片表現。其它像第一頁在黑板斜上方寫的英文字「Don't」、和最後一頁斜下方書籍名稱的英文字「In Anger」，有被指出和作品名《Look Back》組在一起就是綠洲合唱團的歌曲，另外最後一頁下方也有被指出有擺著一片封面像是《從前，有個好萊塢》的日本版影碟。
不過《Look Back》裡出現的瘋狂人士闖入大學裡殺人的劇情，讓一些精神病界研究人士有不同的看法，認為像是對精神疾患的刻板印象的表現，如精神病學家齋藤環表示著這篇漫畫雖然是個相當出色的傑作；但可能會誤導讀者認為精神病患都是無法溝通的瘋子。在漫畫發表後數週的8月2日裡，少年Jump+對內容中可能會引起批評的精神病患與新聞報導的對白作了修改，此修改行為在讀者群裡引起褒貶不一的反應。

### 獲獎
| 獲獎年份 | 典禮                    | 部門和獎項         | 結果  | 來源   |
| -------- | ----------------------- | ------------------ | ----- | ------ |
| 2021年   | 這本漫畫真厲害！2022    | 男性部門           | 第1名 | [ 20 ] |
| 2021年   | Twitter趨勢大獎2021     | 審議委員會特別獎   | 獲獎  | [ 21 ] |
| 2022年   | 漫畫大獎2022            | 不適用             | 第2名 | [ 22 ] |
| 2023年   | 日本博覽會 金達摩獎2023 | 最佳生活片段漫畫獎 | 獲獎  | [ 23 ] |
| 2023年   | 日本博覽會 金達摩獎2023 | 最佳分鏡漫畫獎     | 獲獎  | [ 23 ] |
| 2025年   | 日本博覽會 金達摩獎2025 | 最佳生活片段漫畫獎 | 獲獎  | [ 24 ] |
| 2025年   | 日本博覽會 金達摩獎2025 | 最佳年度動畫電影獎 | 獲獎  | [ 24 ] |

## 電影版
由本漫画改编的動畫電影《驀然回首》於2024年6月28日上映，该电影的導演、編劇、角色設計是押山清高，動畫製作為Studio Durian。

## 外部連結
- 少年Jump+網站上的《Look Back》公開頁面（日語）
- 集英社的《驀然回首》單行本介紹頁面（日語）